# Richard von Schnitzler
Richard Schnitzler, seit 1913 von Schnitzler (* 30. April 1855 in Köln; † 10. November 1938 ebenda) war ein deutscher Bankier, Industrieller und Mäzen. Er gehörte zu der im Kölner Bankwesen einflussreichen Bankiersfamilie Schnitzler.

## Leben
Richard Schnitzler war Sohn des Kölner Bankiers Eduard Schnitzler (jun.) und dessen Frau Maria vom Rath (1831–1891). Er studierte nach dem Schulbesuch in Köln an den Universitäten Bonn, Berlin und Göttingen Rechtswissenschaften. In Bonn war er Mitglied des Corps Palatia und in Göttingen gehörte er der Hannovera an. Er schloss das Studium mit der Promotion zum Dr. iur. ab. 
Nach einer Bankausbildung in Berlin und London trat er in das Bankhaus J. H. Stein in Köln ein und wurde 1881 wie sein Vater deren Teilhaber. Im September 1913 wurde er mit seinen Brüdern  Julius Eduard und Paul in den erblichen preußischen Adelsstand erhoben. Er war Geheimer Kommerzienrat und Generalkonsul des Königreichs Schweden. Schnitzler heiratete am 12. September 1881 Melanie Stein, die am 5. September 1858 geborene Tochter von Carl Martin Stein. Sie starb bereits am 19. Januar 1884, nachdem sie am 29. Dezember 1883 einem Töchterchen Mella (Melanie) das Leben geschenkt hatte. Seine zweite Ehefrau war Ottilia Henriette Josephine Mumm von Schwarzenstein. Sie war eine Tochter des Industriellen und Weingroßhändlers Christian Mumm von Schwarzenstein (1832–1906) und Nachfahrin des Gründers der Eau de Cologne-Fabrik „Farina gegenüber“. Als Mäzen hatte Schnitzler lange Jahre den Vorsitz des Kölnischen Kunstvereins und des Vereins der Freunde des Wallraf-Richartz-Museums in Köln inne. Von 1916 bis 1921 war er Mitglied des Senats der Kaiser-Wilhelm-Gesellschaft.
Richard von Schnitzler und sein Neffe Georg von Schnitzler wirkten maßgeblich am Zusammenschluss der I.G. Farben mit, er war Mitglied des Aufsichtsrates dieser Gesellschaft, Georg von Schnitzler wechselte im Zuge des Zusammenschlusses vom Vorstand der Hoechst AG in den Vorstand der I.G. Farben als kaufmännischer Leiter.
Richard von Schnitzlers Tochter Ottilie Marie Edith (1892–1951) war mit Kurt Freiherr von Schröder verheiratet.